# Amro el-Geziry
Amro Abdulrahman Ali el-Geziry (in arabo عمرو عبد الرحمن علي الجزيري‎?; Il Cairo, 19 novembre 1986) è un pentatleta egiziano naturalizzato statunitense.

## Biografia
Anche i suoi fratelli Emad e Omar sono pentatleti di caratura internazionale.
Ha sposato la pentatleta statunitense Isabella Isaksen, sorella minore di Margaux Isaksen.
Ha rappresentato l'Egitto ai Giochi olimpici estivi di Pechino 2008, Londra 2012 e Rio de Janeiro 2016, classificandosi rispettivamente al 32º, 33º e 25º posto.
Nel giugno 2017 è entrato a far parte dell'U.S. Army.
Ha rappresentato gli Stati Uniti d'America ai Giochi panamericani di Lima 2019, dove è stato allenato dal fratello Omar, divenuto tecnico federale della nazionale statunitense. Durante la manifestazione, si è laureato campione continentale, con la moglie Isabella Isaksen, nella staffetta mista ed ha vinto la medaglia d'argento nella staffetta maschile, con Brendan Anderson.

## Palmarès
- Mondiali:

Londra 2009: bronzo nella staffetta.
Varsavia 2014: argento nell'individuale.
Mosca 2016: oro a squadre.
- Giochi panamericani

Lima 2019: oro nella staffetta mista; argento nella staffetta maschile;